# Phyllonorycter myricae
Phyllonorycter myricae är en fjärilsart som beskrevs av Gerfried Deschka 1976. Phyllonorycter myricae ingår i släktet guldmalar, och familjen styltmalar.
Artens utbredningsområde är:
- Portugal.
- Spanien.

Inga underarter finns listade i Catalogue of Life.